# 梅林达德索托斯库埃瓦
梅林达德索托斯库埃瓦，是西班牙卡斯蒂利亚-莱昂布尔戈斯省的一个市镇。总面积153平方公里，总人口534人（2001年），人口密度3人/平方公里。